# المركز الوطني للدراسات الاستراتيجية التنموية
المركز الوطني للدراسات الاستراتيجية التنموية هو مركز وطني لتقديم الدعم الاستشاري والتخطيط الاستراتيجي والاقتصادي في القطاع الحكومي والخاص، أطلقته وزارة الاقتصاد والتخطيط في 1437 هـ - 2016م برئاسة وزير الاقتصاد والتخطيط محمد بن مزيد التويجري لخدمة تحقيق أهداف رؤية المملكة 2030 في إطار المتغيرات المحلية والعالمية.

## مهام المركز
أُطلق المركز الوطني للدراسات الاستراتيجية التنموية ليكون مرجع اقتصادي استشاري تعتمد عليه الدولة في شؤون التخطيط الاستراتيجي وإجراء الدراسات بما يخدم أهداف التنمية الاقتصادية الوطنية، ويضمن إدارة عملية الاستشارات والتخطيط في القطاع الحكومي بعيدًا عن الازدواجية المالية والإدارية في إجراء الدراسات، وإيجاد آليات حوكمة متسقة مع طبيعة الأعمال الاستشارية ومتطلبات التنفيذ، وضمان تحقيق نتائج واقعية وقابلة للتطبيق، ويعمل المركز على معالجة قضايا التنمية في المملكة واقتراح السياسات والإجراءات المناسبة لهذه القضايا وتحدياتها متوسطة المدى.

## التنظيم
يعد المركز شخصية اعتبارية مستقلة ماليا وإداريا ويرتبط تنظيميا بوزير الاقتصاد والتخطيط، ويوجه خدماته إلى القطاعين العام والخاص وفقاً لضوابط يضعها مجلس الإدارة. ويعتمد المركز الوطني للدراسات الاستراتيجية التنموية في عمله على خبراء في الشأن الاقتصادي التنموي والتجارة الدولية، ومختصين في تصميم وتحليل السياسات والاستراتيجيات التنموية على الصعيدين الاقتصادي والاجتماعي والنمذجة الاقتصادية.